# Fransenenziane
Die Fransenenziane (Gentianopsis) bilden eine Pflanzengattung innerhalb der Familie der Enziangewächse (Gentianaceae).

## Beschreibung

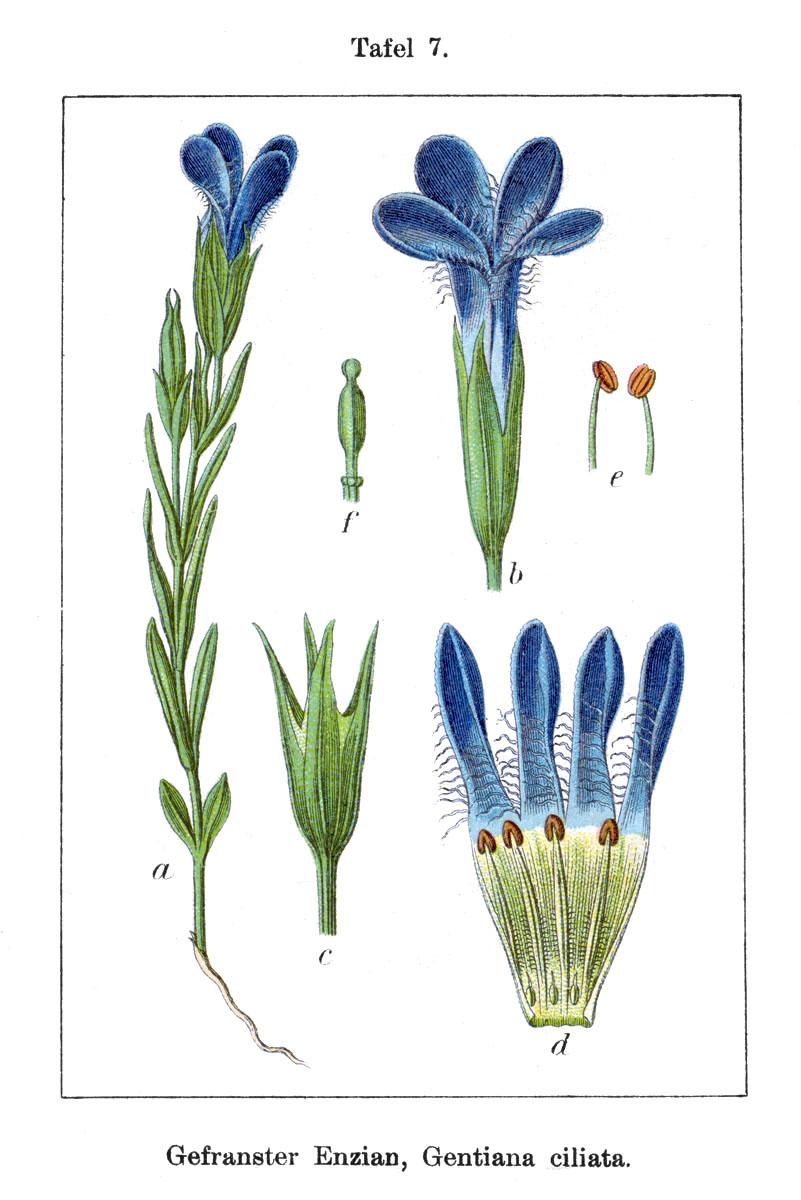
Illustration aus Sturm des Gewöhnlichen Fransenenzian (Gentianopsis ciliata)

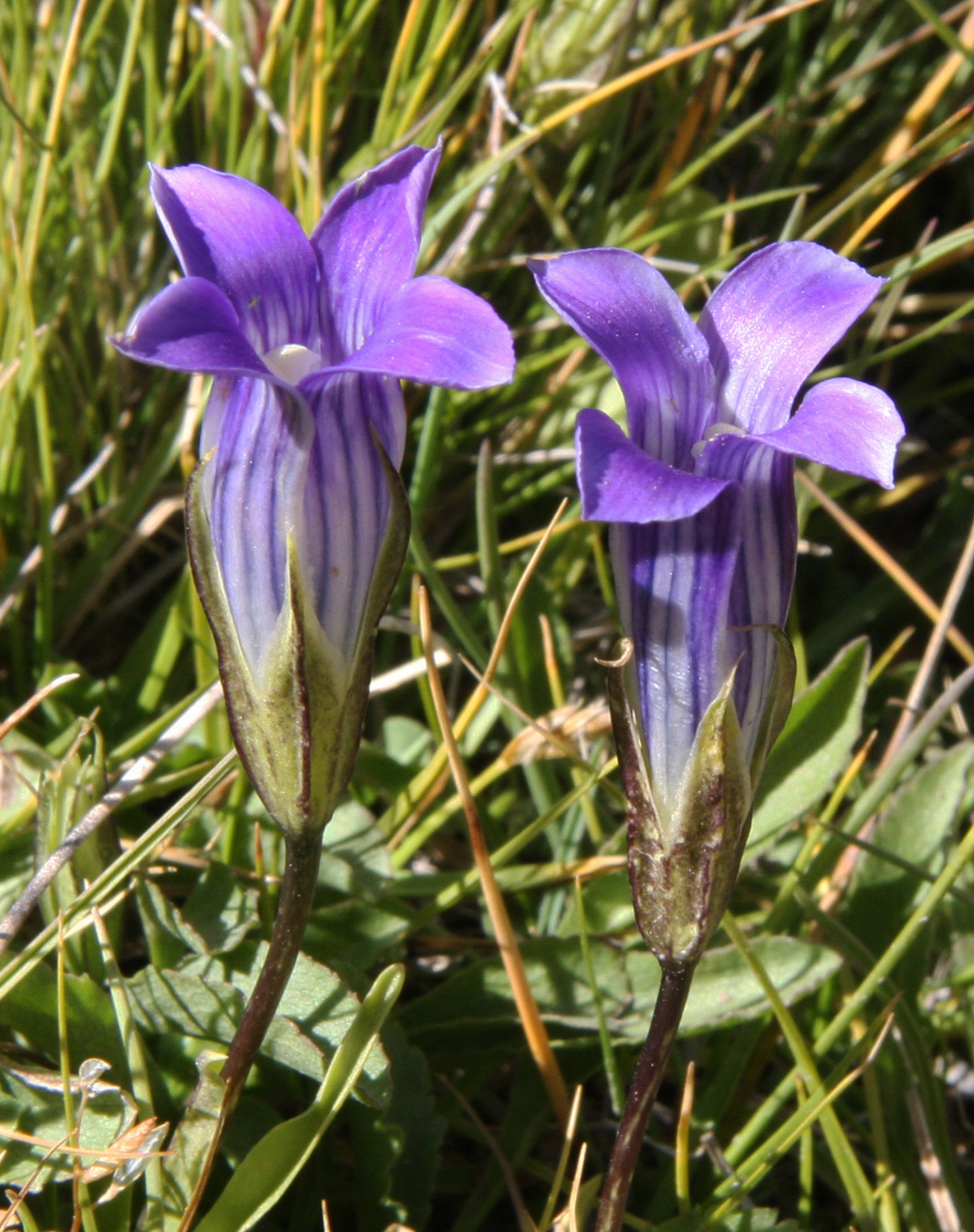
Gentianopsis holopetala

### Vegetative Merkmale
Gentianopsis-Arten sind ein-, zwei- bis mehrjährige krautige Pflanzen. Die einfachen Laubblätter stehen kreuzgegenständig. Meist ist eine grundständige Blattrosette vorhanden.

### Generative Merkmale

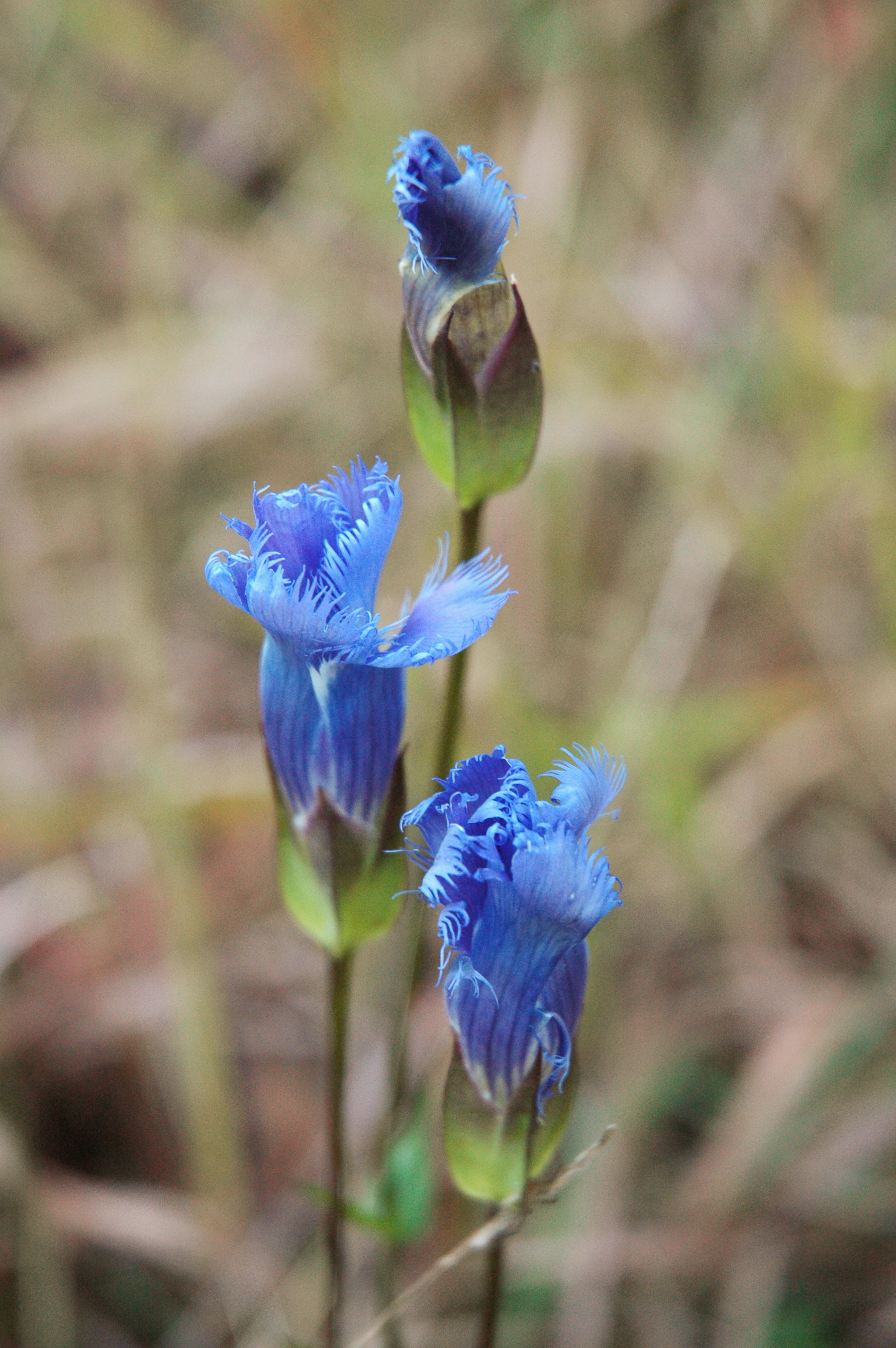
Blüten von Gentianopsis crinita

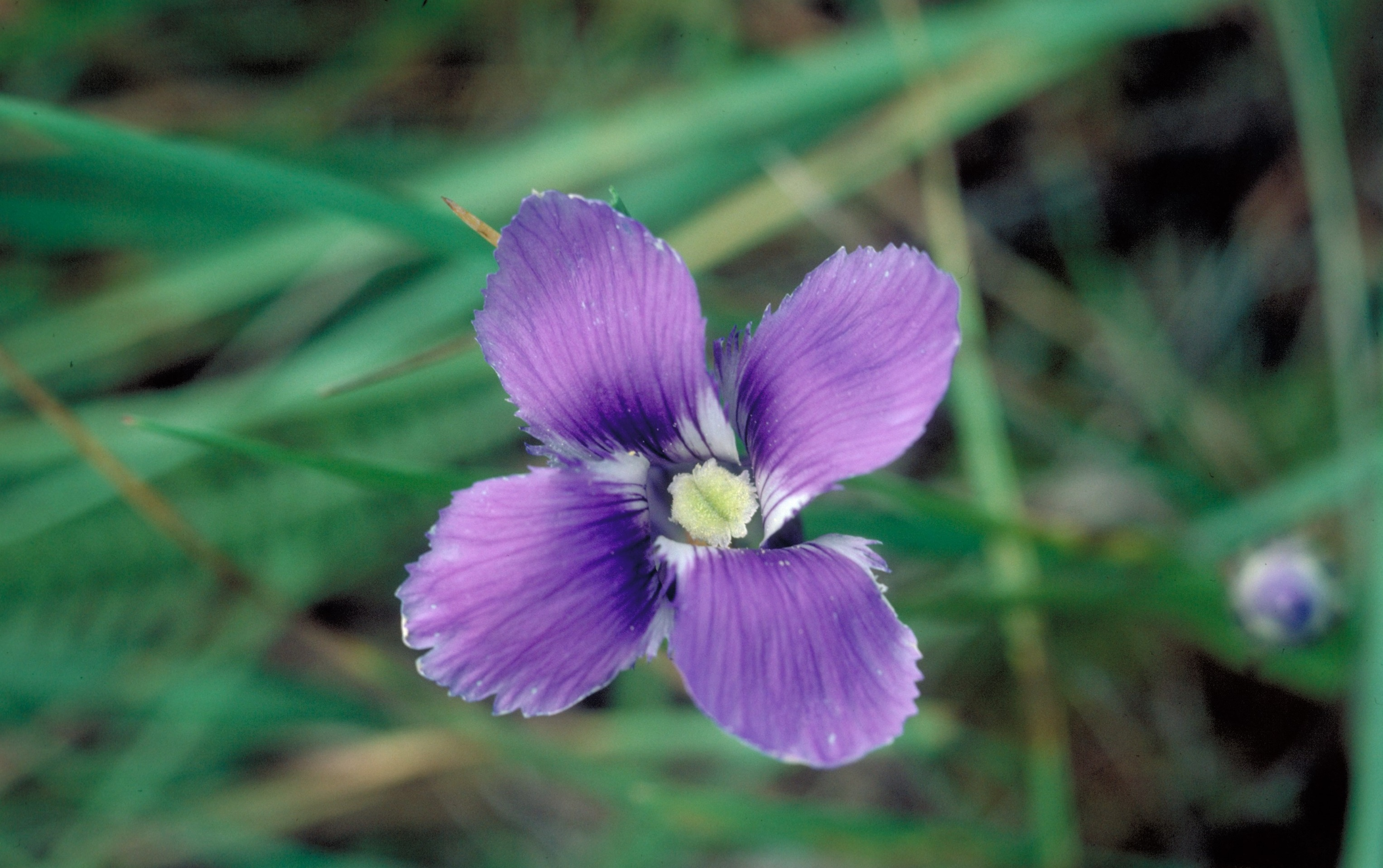
Vierzählige Blüte von Gentianopsis thermalis

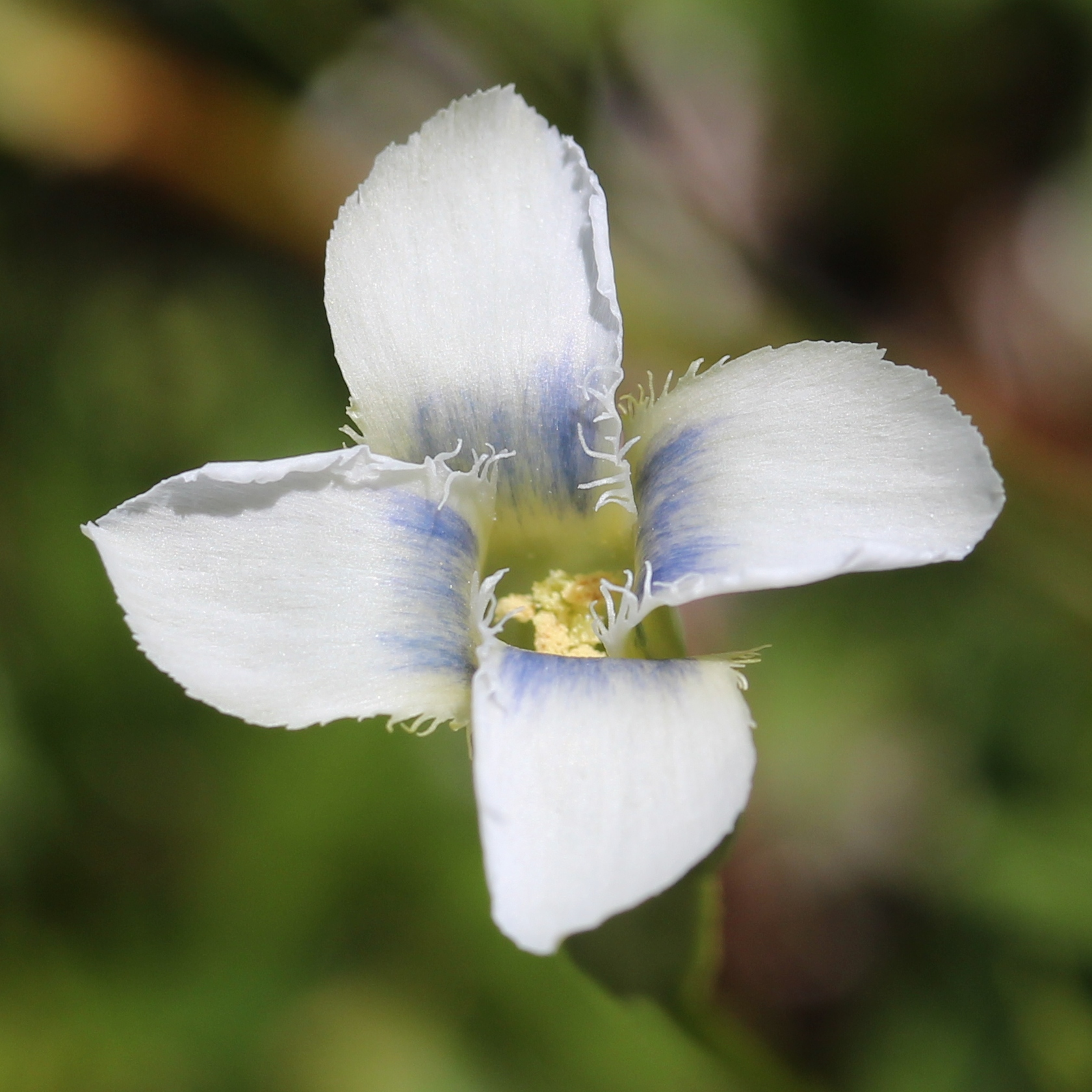
Vierzählige Blüte von Gentianopsis yabei

Meist stehen die Blüten endständig einzeln an einer Pflanze. Die zwittrigen Blüten sind vierzählig mit doppelter Blütenhülle. Die Kelchblätter sind röhrig oder glockenförmig verwachsen, wie weit sie aber verwachsen sind, ist bei den Arten verschieden. Die Kronblätter sind verwachsen und sind gezähnt oder gefranst. Die Staubblätter ragen nicht aus der Kronröhre heraus. Der Griffel ist kurz bis fehlend. Die Narbe ist zweilappig.
Die zweiklappige Kapselfrucht enthält viele Samen.

## Systematik und Verbreitung
Die Gattung Gentianopsis wurde 1951 durch Yu Chuan Ma in Acta Phytotaxonomica Sinica, Volume 1, Issue 1, Seite 7–19, Tafel 1–4, 5 aufgestellt. Synonyme für Gentianopsis Ma sind: Crossopetalum Roth, Gentiana sect. Crossopetalae Froel. ex Griseb., Gentiana subgen. Eublephis Raf. Vor 1951 wurden diese Arten in die Gattung der Enziane (Gentiana) eingeordnet.
Die Gattung Gentianopsis gehört zur Untertribus Swertiinae aus der Tribus Gentianeae innerhalb der Familie Gentianaceae.
Die Gattung Gentianopsis umfasst 16 bis 24 Arten:
- Gentianopsis barbata (Froel.) Ma (Syn.: Gentiana barbata Froel., Gentianella barbata (Froel.) Bercht. & J.Presl, Gentianopsis stricta (Klotzsch) Ikonn.): Sie ist in China, Japan, Kasachstan, Kirgisistan, Mongolei und Russland verbreitet.[2]
- Gentianopsis barbellata (Engelm.) Iltis: Sie kommt in den westlich-zentralen Vereinigten Staaten vor.[3]
- Gewöhnlicher Fransenenzian (Gentianopsis ciliata (L.) Ma)[4]
- Gentianopsis crinita (Froel.) Ma (Syn.: Gentiana crinita Froel.): Sie ist in Kanada und in den USA verbreitet.
- Gentianopsis contorta (Royle) Ma: Sie kommt in Nepal, Japan, Tibet und in den chinesischen Provinzen Guizhou, Liaoning, Qinghai, Sichuan sowie Yunnan vor.[2]
- Gentianopsis detonsa (Rottb.) Ma (Syn.: Gentiana detonsa Rottb., Gentianella detonsa (Rottb.) G.Don): Sie ist auf der Nordhalbkugel in Kanada, den USA und Europa weitverbreitet. Es gibt Unterarten:[1]
  - Gentianopsis detonsa (Rottb.) Ma subsp. detonsa: Sie kommt in Island, Norwegen, im europäischen Russland, in Grönland, Alaska und Kanada vor.[1]
  - Gentianopsis detonsa subsp. yukonensis (J.M.Gillett) J.M.Gillett: Sie kommt in Alaska und im kanadischen Yukon vor.[1]
- Gentianopsis doluchanovii (Grossh.) Tsvelev: Sie kommt vom östlichen und nördlichen europäischen Russland bis Sibirien vor.[3]
- Gentianopsis grandis (Harry Smith) Ma: Sie gedeiht in Höhenlagen von 2000 bis 4100 Metern in den chinesischen Provinzen südwestliches Sichuan sowie nordwestliches Yunnan.[2]
- Gentianopsis holopetala (A.Gray) Iltis (Syn.: Gentiana holopetala (A.Gray) Holm, Gentiana serrata var. holopetala A.Gray): Sie kommt in den US-Bundesstaaten Oregon, Kalifornien sowie Nevada vor.[1]
- Gentianopsis komarovii (Grossh.) Toyok.: Sie kommt nur in Russlands Fernem Osten vor.[3]
- Gentianopsis lanceolata (Benth.) Iltis: Sie kommt in Mexiko vor.[3]
- Gentianopsis lutea (Burkill) Ma (Syn.: Gentiana detonsa Rottbøll var. lutea Burkill): Dieser Endemit gedeiht an steinigen Hängen in Höhenlagen von etwa 2300 Metern nur in Kunming Shi in Yunnan.[2]
- Gentianopsis macounii (Holm) Iltis: Sie kommt vom subarktischen Amerika bis zu den nördlichen Vereinigten Staaten vor.[3]
- Gentianopsis macrantha (D.Don ex G.Don) Iltis: Sie kommt von Arizona bis zum nördlichen und dem westlichen Mexiko vor.[3]
- Gentianopsis paludosa (Munro ex Hook.) Ma: Sie ist in drei Varietäten in Bhutan, Indien, Nepal, Sikkim, Tibet und in den chinesischen Provinzen Gansu, Hebei, westliches Hubei, Nei Mongol, Ningxia, Qinghai, Shaanxi, Shanxi, Sichuan sowie Yunnan verbreitet.[2]
- Gentianopsis simplex (A.Gray) Iltis: Sie kommt in den US-Bundesstaaten Oregon, Idaho, Nevada und Kalifornien vor.[1]
- Gentianopsis thermalis (Kuntze) Iltis (Syn.: Gentiana elegans A.Nelson, Gentiana thermalis Kuntze, Gentianella detonsa subsp. elegans J.M.Gillett, Gentianopsis elegans (A.Nelson) Ma, Gentianopsis detonsa var. elegans (A.Nelson) N.H.Holmgren): Sie kommt in den US-Bundesstaaten Colorado, Wyoming, Idaho, Montana, Utah, Nevada und New Mexico vor.[1]
- Gentianopsis victorinii (Fern.) Iltis: Sie kommt im östlichen Kanada vor.[3]
- Gentianopsis virgata (Raf.) Holub: Sie kommt vom südlichen Kanada bis zu den nördlich-zentralen und den nordöstlichen Vereinigten Staaten vor.[3]
- Gentianopsis yabei (Takeda & Hara) Ma ex Hid.Takah.: Sie kommt in Japan vor.[3]